# Elzange
Elzange é uma comuna francesa na região administrativa de Grande Leste, no departamento de Mosela. Estende-se por uma área de 4,01 km². Em 2010 a comuna tinha 721 habitantes (densidade: 179,8 hab./km²).